# Verwaltungsgemeinschaft Rottenburg am Neckar
Die Vereinbarte Verwaltungsgemeinschaft Rottenburg am Neckar (offiziell: Vereinbarte Verwaltungsgemeinschaft der Großen Kreisstadt Rottenburg am Neckar) ist eine Vereinbarte Verwaltungsgemeinschaft im Landkreis Tübingen in Baden-Württemberg (Deutschland).
Die Verwaltungsgemeinschaft hat ihren Sitz in Rottenburg. Nach § 59 der baden-württembergischen Gemeindeordnung ist die Stadt Rottenburg die erfüllende Gemeinde, das heißt, sie erfüllt die Aufgaben der Verwaltungsgemeinschaft. Vorsitzender der Verwaltungsgemeinschaft ist der amtierende Oberbürgermeister von Rottenburg.
Die Verwaltungsgemeinschaft besteht aus den folgenden vier Gemeinden:
- Hirrlingen
- Neustetten
- Rottenburg am Neckar, Große Kreisstadt
- Starzach